# Gernot Frenking
Gernot Frenking (* 23. Januar 1946 in Körbecke) ist ein deutscher Chemiker und Hochschullehrer, der sich vorwiegend mit theoretischer Chemie beschäftigt.

## Leben
Frenking macht von 1960 bis 1964 zunächst eine Ausbildung zum Chemielaborant bei den Farbenfabriken der Bayer AG in Uerdingen. Ab 1964 arbeitet er dort als Chemielaborant. Er absolvierte das Abitur auf dem zweiten Bildungsweg und studierte von 1969 bis 1973 Chemie an der RWTH Aachen. 1973 erhielt er sein Diplom an der RWTH Aachen bei Hans-Dieter Scharf mit einer Arbeit über Berechnungen zur chemischen Reaktivität mit Hilfe quantentheoretischer Modelle sowie Messungen und theoretische Berechnungen zu den Dipolmomenten einiger Verbindungen.
Von 1973 bis 1976 war Frenking DAAD-Stipendiat in Japan bei Kenichi Fukui, in Kyoto, wo er über Grenzorbitaltheorie arbeitete. Frenking war in Japan auch einer der ersten Stipendiaten der Japan Society for the Promotion of Science (JSPS), der größten japanischen Forschungsförderungsgesellschaft. Von 1976 bis 1979 war er Doktorand am Institut für organische Chemie der TU Berlin, wo er 1979 promoviert wurde. Von 1977 bis 1982 war er Assistent an der TU mit Lehraufgaben. Zwischen 1979 und 1984 forschte er bei Helmut Schwarz für seine Habilitation im Fachgebiet der Theoretischen Organischen Chemie und habilitierte sich mit einer Schrift über MO-SCF-Untersuchungen zu Struktur und Reaktivität von Molekülen in der Gasphase. Von 1982 bis 1984 war er an der TU Berlin mit einem Liebig-Stipendium des Fonds der Chemischen Industrie tätig. Als Postdoc ging Frenking an das Stanford Research Institute (SRI International) an die amerikanische Westküste. Dort bei Gilda Loew erforschte er bis 1988 Strukturwirkungsbeziehungen von biologisch aktiven Verbindungen, insbesondere von Opiaten in theoretischen Untersuchungen und stellte Konformationsuntersuchungen mit Hilfe von Molekülmechanikrechnungen pharmazeutisch interessanter Verbindungen an.
Nach der Rückkehr nach Deutschland war er kurzzeitig Wissenschaftler am Sonderforschungsbereich 260 am Fachbereich Chemie der Universität Marburg. 1990 wurde Frenking zum C3-Professor für Computeranwendungen in der Chemie an der Universität Marburg berufen, im Jahr 1998 wurde er dort C4-Professor für Theoretische Chemie.

## Ehrungen und Mitgliedschaften (Auswahl)
- Deutsche Gesellschaft der JSPS-Stipendiaten[1]
- Clemens Winkler Vorlesung, Technische Universität Freiberg 2007
- Elhuyar-Goldschmidt-Preis der Königlichen Gesellschaft für Chemie (Spanien) 2007
- Fellow der Royal Society of Chemistry (FSRC) (seit 2008)
- Schrödinger Medal der World Association of Theoretical and Computational Chemists 2009
- Lise Meitner Lectureship an der Universität Jerusalem 2011
- Hans-Hellman-Forschungspreis der Philipps-Universität Marburg 2012
- Richard W. Bader Memorial Lecture, MIRCE Academy, Exeter 2013
- Erich-Hückel-Preis (2020)[2]

## Akademische Ämter
- Gutachter für die DFG (2004–2008)
- Mitglied des Senates der Philipps-Universität Marburg (1998–2008)
- Sekretär der "World Association of Theoretical and Computational Chemists" (WATOC)
- Editor des Journal of Computational Chemistry
- Mitglied mehrerer Editorial Boards